# Anolis bellipeniculus
Anolis bellipeniculus är en ödleart som beskrevs av  Myers och DONNELLY 1996. Anolis bellipeniculus ingår i släktet anolisar, och familjen Polychrotidae. Inga underarter finns listade i Catalogue of Life.